# Siemon Muller
Siemon „Si“ William Muller, gelegentlich auch Mueller, (* 9. Mai 1900 in Blagoveshchensk, an der Grenze von Russland zur Mandschurei; † 9. September 1970) war ein US-amerikanischer Paläontologe und Geologe.
Sein Vater Wilhelm war ein Däne, der erst für die transsibirische Telegraphenleitung arbeitete und dann Lehrer in Sibirien war. Zur Zeit der Russischen Revolution war Mueller an der Marineakademie in Wladiwostok und floh über Shanghai 1921 in die USA. Er studierte an der University of Oregon Geologie mit dem Bachelor-Abschluss 1927. Danach setzte er sein Studium an der Stanford University beim Ammoniten-Forscher James Perrin Smith fort. 1929 erhielt er den Master-Abschluss und 1930 wurde er promoviert. Unter dem Einfluss von Smith befasste er sich mit Ammoniten und Stratigraphie des Trias in Nevada. 1927 wurde er Instructor, 1930 Assistant Professor, 1936 Associate Professor und 1941 Professor. 1965 wurde er emeritiert, gab aber weiter bei Studenten beliebte Kurse über die Geologie von Kalifornien.
Im Zweiten Weltkrieg arbeitete er in Alaska für das Militär, um russische Erfahrungen im Bauen im Permafrost auszuwerten. In Nevada arbeitete er mit Henry G. Ferguson vom US Geological Survey, für den er auch in Teilzeit arbeitete (Geologie der Kordilleren in West-Nevada).
1928 fand er die Ichthyosaurier-Fundstelle Berlin-Ichthyosaur State Park (mit Shonisaurus-Fossilien).
1937/38 und 1956/57 war er als Guggenheim Fellow in Österreich. Er war 1965 Präsident der Paleontological Society, war Trustee der California Academy of Sciences und im Rat der Geological Society of America.
Zu seinen Doktoranden zählte Norman J. Silberling.
Er war mit der russischstämmigen Vera Vilamovsky verheiratet und hatte einen Sohn Eric.